# ラーマクリシュナ・ミッション

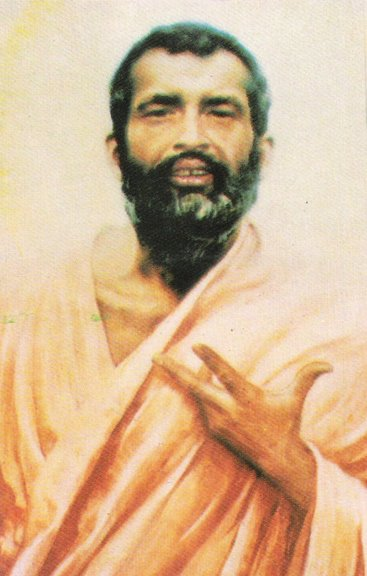
ラーマクリシュナ

ラーマクリシュナ・ミッション（The Ramakrishna Mission,ベンガル語：রামকৃষ্ণ মিশন）は、宗教指導者であるヴィヴェーカーナンダを始めとするラーマクリシュナの主要な弟子らによって1897年5月1日に設立された協会。
僧と世帯主弟子の合同による努力により、伝道と慈善活動を行い続けている。コルカタ郊外のベールールに本部を置くこの協会は、ラーマクリシュナ僧院と密接な関係にある。ラーマクリシュナ・ミッションは、ヒンドゥー教のコンセプトとしてのカルマ・ヨーガ、つまり見返りを要求しない無償かつ無私の奉仕精神を掲げている。

## 管理
ラーマクリシュナ・ミッションは1909年に法的な認可を受けており、その管理は既定の理事会による。ラーマクリシュナ僧院と密接な関係にあり、僧院の理事は同時に理事会のメンバーでもある。ミッションの管理業務の大部分は、僧院の僧によるものである。ミッションは、独立した資金を持つため詳細な帳簿を保管しており、公認会計士により毎年の監査を受けている。ミッション・僧院ともに、ベールール僧院に本部を置いている。

## 僧院とミッション
厳密に言えば、ラーマクリシュナ僧院は僧の集団であり、ラーマクリシュナ・ミッションは災害救助であるとか、学校や慈善病院の運営事業などの活動を行う組織である。しかし、人道的活動の方が僧の集団よりも有名であり、なおかつ僧団の僧が多くの人道的活動を行うため、両方の機関をまとめて「ラーマクリシュナ・ミッション」と呼ぶことが一般的である。なお、幾つかの機関に付されたラーマクリシュナ或いはヴィヴェーカーナンダの名称は、必ずしもラーマクリシュナ僧院或いはラーマクリシュナ・ミッションのブランチを意味するものではない。

## 歴代ミッション長
- スワーミー・ブラフマーナンダ（1901年 - 1922年）
- スワーミー・シヴァーナンダ（1922年 - 1934年）
- スワーミー・アカンダーナンダ（1934年 - 1937年）
- スワーミー・ヴィギャーナーナンダ（1937年 - 1938年）
- スワーミー・シュッダーナンダ（1938年 - 1939年）
- スワーミー・ヴィラージャーナンダ（1939年 - 1952年）
- スワーミー・シャンカラーナンダ（1952年 - 1959年）
- スワーミー・ヴィシュッダーナンダ（1959年 - 1960年）
- スワーミー・マーダヴァーナンダ（1960年 - 1965年）
- スワーミー・ヴィーレーシュヴァラーナンダ（1966年 - 1985年）
- スワーミー・ガンヴィーラーナンダ（1985年 - 1988年）
- スワーミー・ブテーシャーナンダ（1988年 - 1998年）
- スワーミー・ランガナーターナンダ（1998年 - 2005年）
- スワーミー・ガハナーナンダ（2005年 - 現在）

## 日本での活動
ラーマクリシュナ・ミッション日本支部として「日本ヴェーダーンタ協会」が活動している。田中嫺玉の翻訳を元にした『シュリーマッド・バガヴァッド・ギーター』を用いる。